# Léon (restaurantketen)
Léon, voorheen Léon de Bruxelles, is een Franse restaurantketen met 81 restaurants (eigen filialen en franchisevestigingen) met 1.500 werknemers in Frankrijk. Het restaurantconcept is gespecialiseerd in verse mosselen en frietjes. In 2020 werd de keten overgenomen door Groupe Bertrand en werd de naam veranderd naar Léon Fish Brasserie.

## Geschiedenis
In 1893 was "Friture Léon" in Brussel een kleine taverne, die mosselen en typisch Belgische gerechten serveerde. In 1989 opende het eerste Léon de Bruxelles-restaurant in Parijs met dezelfde traditionele gerechten. In 1991 werd een restaurant geopend aan de Avenue des Champs-Elysées. Het eerste restaurant buiten Parijs werd zeven jaar later geopend in Chambray-lès-Tours. In 2011 werd het 60ste restaurant in Frankrijk geopend in Arras. 
In 2013 werd een nieuw restaurantconcept Léon de B geïntroduceerd in Lyon. In 2016 werd in Parijs een vestiging geopend van dit concept.
In 2016 rolde Léon de Bruxelles een nieuw logo uit.
Léon de Bruxelles werd in 2019 overgenomen door de Groupe Bertrand.
Het bedrijf had in 2019 83 restaurants, waaronder 80 Léon de Bruxelles en 3 Léon de B en stelde ongeveer 1.500 mensen te werk.
In 2019 lanceerde het bedrijf een nieuw restaurantconcept onder de naam Fish'tro de Léon.
De keten ontvangt 6 miljoen klanten per jaar en realiseerde in 2019 een omzet van 130 miljoen euro.